# Hernâni José da Rosa
Hernâni José da Rosa, conosciuto come Hernâni (Antônio Carlos, 3 febbraio 1984), è un ex calciatore brasiliano, di ruolo difensore.

## Biografia
Ha ricevuto la cittadinanza polacca il 27 gennaio del 2011 ed è libero di giocare per la nazionale di tale paese.

## Caratteristiche tecniche
Gioca come difensore centrale.

## Carriera

### Club
Debutta in Ekstraklasa il 31 luglio 2004 con il Górnik Zabrze nel pareggio fuori casa per 0-0 contro il Wisła Płock.
Segna l'ultimo gol con il Korona Kielce il 6 dicembre 2009 nel pareggio fuori casa per 1-1 contro il Polonia Varsavia.
L'ultima partita al Korona Kielce viene giocata il 20 febbraio 2012 nella vittoria casalinga per 2-0 contro lo Jagiellonia.
A febbraio del 2012 si trasferisce al Pogoń Stettino per 120.000 euro.
Debutta con il Pogoń Stettino il 17 marzo 2012 nella vittoria casalinga per 2-1 contro il Piast Gliwice.